# Конверс (Индијана)
Конверс (енгл. Converse) град је у америчкој савезној држави Индијана.

## Демографија
По попису из 2010. године број становника је 1.265, што је 128 (11,3%) становника више него 2000. године.
| Група             | 2000.         | 2010.         |
| Белци             | 1.089 (95,8%) | 1.194 (94,4%) |
| Афроамериканци    | 2 (0,2%)      | 1 (0,1%)      |
| Азијати           | 2 (0,2%)      | 1 (0,1%)      |
| Хиспаноамериканци | 34 (3,0%)     | 53 (4,2%)     |
| Укупно            | 1.137         | 1.265         |